# ヴィルヘルム・ガイガー
ヴィルヘルム・ルートヴィヒ・ガイガー（Wilhelm Ludwig Geiger、1856年7月21日 - 1943年9月2日）は、ドイツのインド学者およびイラン学者。パーリ語やシンハラ語の研究、およびスリランカの歴史書であるマハーワンサとチューラワンサの校訂と翻訳で知られる。

## 生涯
1856年ニュルンベルクで生まれ、ボン大学、ベルリン大学、エアランゲン大学で古典文献学と東洋諸言語を学んだ。とくにエアランゲン大学ではフリードリヒ・シュピーゲルの教えを受け、パフラヴィー語版ウィーデーウダード第1章の研究で1876年に博士の学位を得た。その後はギムナジウムの教師をしつつ、イラン学の研究を発表した。
1885年から友人のエルンスト・クーンとともに『イラン文献学概要』(Grundriss der iranischen Philologie)の編集にあたる。研究者としては、1891年にシュピーゲルの後任としてエアランゲン大学のサンスクリットと印欧語学の正教授に就任した。ガイガーはもともとイランが専門だったが、1895年から翌年にかけてイギリス領セイロンを旅行し、その後はインド研究を主とするようになった。のち、1925年と1931年にもセイロンを訪れた。
1920年にはクーンの後任としてミュンヘン大学に移り、1924年に退官した。ガイガーは王立アジア協会セイロン支部によるシンハラ語辞典の監修者であった。

## 家族・親族
- 息子：ハンス・ガイガーは物理学者。
- 息子：ルドルフ・ガイガー（英語版）は気象学者。

## 主要な著作

### イラン学
初期の著書は古代イラン（とくにアヴェスター）に関するものである。
- Aogemadaêcâ: ein Pârsentractat in Pazend, Altbaktrisch und Sanskrit. Erlangen: Andreas Deichert. (1878)
- Handbuch der Awestasprache. Erlangen: Andreas Deichert. (1879)（アヴェスター語ハンドブック）
- Ostīrānische Kultur im Altertum. Erlangen: Andreas Deichert. (1882) （『古代東イラン文明』、イラン学関係の主著）

ほかにバローチー語やパシュトー語などに関する論文がある。

### インド学
ガイガーはパーリ聖典協会のために『マハーワンサ』と『チューラワンサ』の校訂本文と翻訳を提供した。
- The Mahāvaṃsa. London. (1908)（本文）
- The Mahāvaṃsa or the Great Chronicle of Ceylon. London. (1912)（英訳）
- Cūlavaṃsa. London. (1929,1930)（本文、2冊）
- Cūlavaṃsa: Being the More Recent Part of the Mahāvaṃsa. London. (1929,1930)（英訳、2冊）

またパーリ語やシンハラ語などに関する研究を行った。
- Elementarbuch der Sanskrit-Sprache. München: Christian Kaiser. (1888)（サンスクリット語入門）
- Ceylon. Tagebuchblätter und Reiseerinnerungen. Wiesbaden: C.W. Kreidel. (1898)（1895年のスリランカ旅行記）
- Etymologie des Singhalesischen. München. (1897)（シンハラ語の語源）
- Litteratur und Sprache der Singhalesen. Strassburg: Karl J. Trübner. (1900)（シンハラ語の文献と言語）
- Pāli: Literatur und Sprache. Strassburg: Karl J. Trübner. (1916)（パーリ語文献と言語）
- A Grammar of the Sinhalese Language. Colombo: The Royal Asiatic Society Ceylon Branch. (1938)（シンハラ語文法）
- Beiträge zur singhalesischen Sprachgeschichte. Sitzungsberichte der Bayerischen Akademie der Wissenschaften. Philosophisch-historische Klasse. München. (1942)（シンハラ語史論集）

ほかにディベヒ語の研究も発表している。